# John Lipsky

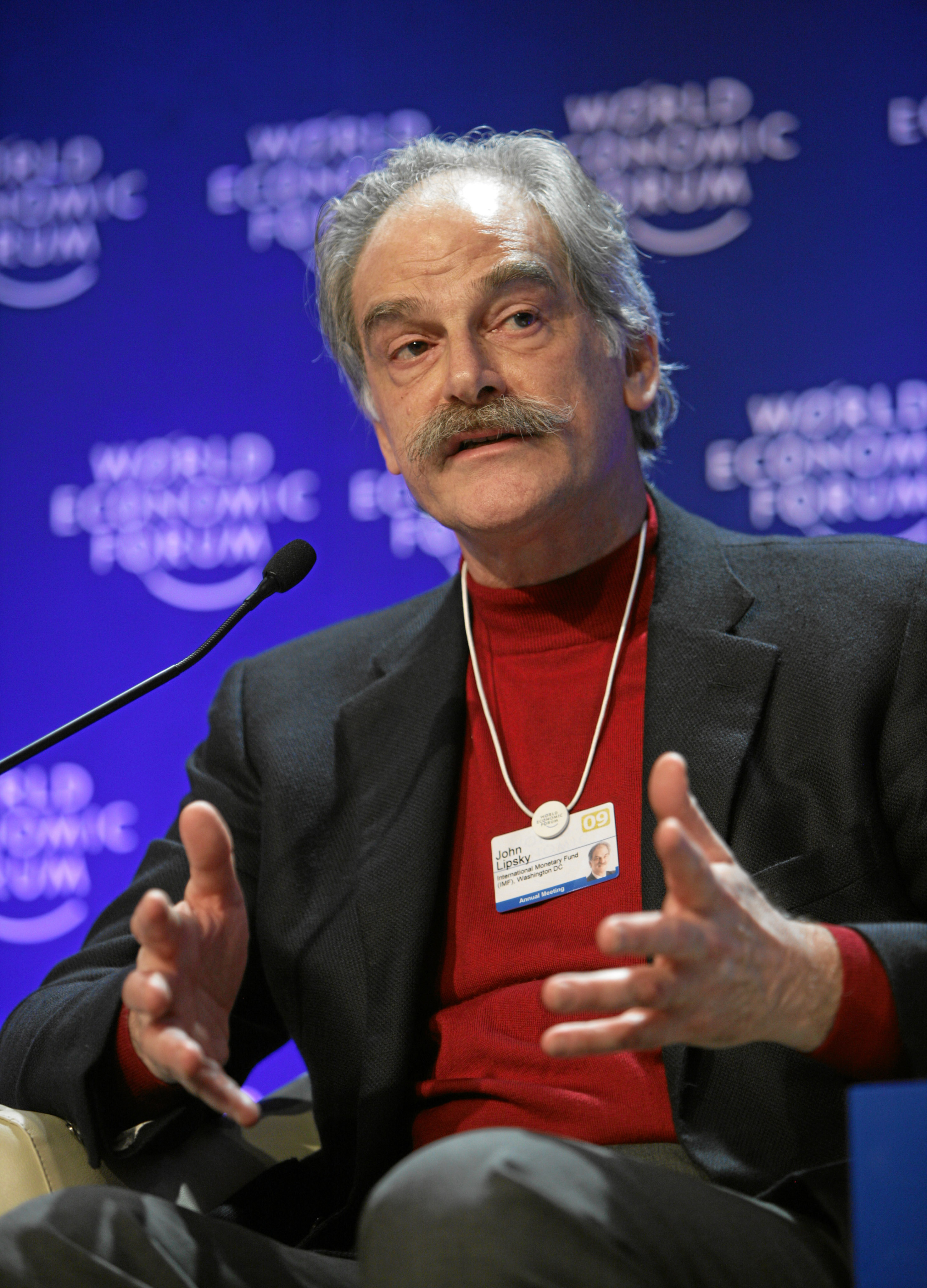
Lipsky während des WEF 2011

John P. Lipsky (* 1947 in Cedar Rapids, Iowa) ist ein US-amerikanischer Wirtschaftswissenschaftler.

## Leben
Lipsky, Absolvent der Wesleyan University, erlangte einen M.A. und Ph.D. in Wirtschaftswissenschaften an der Stanford University.
Er arbeitete als Investmentbanker und war für JP Morgan, die Chase Manhattan Bank und Salomon Brothers tätig.
Vor seiner Zeit als Investmentbanker arbeitet Lipsky schon eine Dekade als Mitarbeiter des Internationalen Währungsfonds (IWF), unter anderem in der Zeit von 1978 bis 1980 als Repräsentant des IWF in Chile.
Lipsky war ab 1. September 2006 stellvertretender Leiter des Internationalen Währungsfonds. Am 12. Mai 2011 erklärte Lipsky seinen Rücktritt beim IWF auf Ende August 2011. Von September bis November 2011 war er Sonderberater des Managing Directors.
Lipsky leitete den IWF kommissarisch, nachdem der geschäftsführende Direktor Dominique Strauss-Kahn wegen privater juristischer Probleme in Untersuchungshaft kam und am 18. Mai 2011 von seinem Amt zurückgetreten war. Am 5. Juli 2011 trat Christine Lagarde die Nachfolge Strauss-Kahns an.